# Saint-Domineuc
Saint-Domineuc é uma comuna francesa na região administrativa da Bretanha, no departamento Ille-et-Vilaine. Estende-se por uma área de 15,75 km². Em 2010 a comuna tinha 2 597 habitantes (densidade: 164,9 hab./km²).